# Pervomajski
Pervomajski  (ukr. Первомайський) je umjetni otok izgrađen između Kinburnske prevlake i rta Očakov (kod grada Očakova). Otok je sagrađen kako bi se na njemu postavila topnička utvrda koja je blokirala put prema Dnjeparsko-buškom limanu. Površina - 0,073 km², a dužine 140 m.
Od svog nastanka, otok se koristio kao utvrda obalne straže. U SSSR-u se nakon Drugog svjetskog rata na otoku nalazio centar za obuku mornaričkih padobranaca. 
Od 2006. godine objekti na otoku su napušteni.
Krajem 19. stoljeća inženjeri su otok nazvali "izvanrednom hidrotehničkom strukturom koja nema analoga u svijetu". 
Izvorni naziv otoka bio je Primorski baterijski otok, prema nazivu topničke baterije koja se na njemu nalazila. Druga imena - Baterijski otok, Nikolajevski otok, otok Nikolajevske primorske baterije na Očakovskom putu (u razdoblju Ruskog Carstva i Republike), Otok 1. svibnja, Pervomajski otok, Mayski otok (u razdoblju sovjetske vlasti i kasnije).).

## Vanjske poveznice
|  | Zajednički poslužitelj ima još gradiva o temi Pervomajski |